# Okszówek
Okszówek – część miasta Chełm w województwie lubelskim, w powiecie chełmskim.
Jest to część dawnej gromady Okszów, włączona do Chełma jesienią 1954 w związku z reformą administracyjną państwa.
Leży w północnej części miasta, wzdłuż ulicy o nazwie Okszówek. Od południa graniczy z Bieławinem. Jest to teren słabo zabudowany, częściowo przemysłowy.